# Campionato mondiale di scherma 1958
Il Campionato mondiale di scherma del 1958 si è svolto a Filadelfia, negli Stati Uniti. Questa edizione fu la prima organizzata in America. Le competizioni sono iniziate il 24 agosto e sono terminate il 6 settembre 1958.
Sono stati assegnati 2 titoli femminili e 6 titoli maschili:
- femminile
  - fioretto individuale
  - fioretto a squadre
- maschile
  - fioretto individuale
  - fioretto a squadre
  - sciabola individuale
  - sciabola a squadre
  - spada individuale
  - spada a squadre

## Risultati

### Uomini
| Evento                          | Oro | Argento                                                                     | Bronzo                                                                                                   |
| Spada                           | |                                                                             | |
| Spada individuale (dettagli)    | Bill Hoskyns | Edoardo Mangiarotti                                                         | Arnol'd Černuševič                                                                                       |
| Spada a squadre (dettagli)      | Italia Edoardo Mangiarotti Franco Bertinetti Giuseppe Delfino Gianluigi Saccaro Carlo Pavesi Alberto Pellegrino | Ungheria Lajos Balthazár Árpád Bárány Tamás Gábor István Kausz              | Francia Daniel Dagallier Jacques Guittet Maurice Huet Gérard Lefranc Armand Mouyal René Queyroux         |
| Fioretto                        | |                                                                             | |
| Fioretto individuale (dettagli) | Giancarlo Bergamini                                                                                             | Ferenc Czvikovszky                                                          | Bernard Baudoux                                                                                          |
| Fioretto a squadre (dettagli)   | Francia Claude Bancilhon Bernard Baudoux Roger Closset Christian d'Oriola Jacques Guittet Claude Netter         | Unione Sovietica Mark Midler Jurij Rudov Jurij Sisikin German Svešnikov     | Italia Giancarlo Bergamini Mario Curletto Edoardo Mangiarotti Alberto Pellegrino Antonio Spallino        |
| Sciabola                        | |                                                                             | |
| Sciabola individuale (dettagli) | Jakov Ryl'skij                                                                                                  | David Tyšler                                                                | Jerzy Twardokens                                                                                         |
| Sciabola a squadre (dettagli)   | Ungheria Aladár Gerevich Zoltán Horváth Rudolf Kárpáti Pál Kovács Tamás Mendelényi                              | Unione Sovietica Lev Kuznecov Umjar Mavlichanov Jakov Ryl'skij David Tyšler | Polonia Jerzy Pawłowski Wojciech Zabłocki Zygmunt Pawlas Andrzej Piątkowski Emil Ochyra Jerzy Twardokens |

### Donne
| Evento                          | Oro | Argento                                                                           | Bronzo                                                                  |
| Fioretto                        | |                                                                                   |                                                                         |
| Fioretto individuale (dettagli) | Valentina Rastvorova                                                                                        | Ėmma Efimova                                                                      | Ildikó Rejtő                                                            |
| Fioretto a squadre (dettagli)   | Unione Sovietica Galina Gorochova Ėmma Efimova Valentina Rastvorova Valentina Prudskova Aleksandra Zabelina | Germania Ovest Astrid Berndt Helmi Höhle Ilse Keydel Helga Volz-Mees Heidi Schmid | Francia Kate Delbarre Renée Garilhe Françoise Mailliard Régine Veronnet |

## Medagliere
| Posizione | Nazione          |   |   |   | Totale |
| --------- | ---------------- | - | - | - | ------ |
| 1         | Unione Sovietica | 3 | 4 | 1 | 8      |
| 2         | Italia           | 2 | 1 | 1 | 4      |
| 3         | Ungheria         | 1 | 2 | 1 | 4      |
| 4         | Francia          | 1 | 0 | 3 | 4      |
| 5         | Regno Unito      | 1 | 0 | 0 | 1      |
| 6         | Germania Ovest   | 0 | 1 | 0 | 1      |
| 7         | Polonia          | 0 | 0 | 2 | 2      |
| Totale    | Totale           | 8 | 8 | 8 | 24     |